# خفه‌شو (ترانه بلک آید پیز)
«خفه شو» (به انگلیسی: Shut Up) تک‌آهنگی از بلک آید پیز است که در سال ۲۰۰۳ میلادی منتشر شد.
این تک‌آهنگ در چارت‌های ، استرالیا، ایتالیا، والونیا، سوئد، فرانسه، اتریش، فلاندرز، آلمان، ایرلند، نیوزلند، نروژ، سوئیس، در رتبه اول و در چارت‌های دانمارک، جزو ده ترانه اول قرار گرفت.